# World of Warcraft Trading Card Game
World of Warcraft Trading Card Game (frecuentemente abreviado como World of Warcraft TCG o WoW TCG) es un juego de cartas coleccionables basado en el MMORPG de Blizzard Entertainment World of Warcraft. El juego fue anunciado por Upper Deck Entertainment el 18 de agosto de 2005, y se lanzó el 25 de octubre de 2006.  Los jugadores pueden enfrentarse entre ellos uno contra uno, o pueden unirse a otros para derrotar a jefes de raid como Onyxia, Ragnaros, Magtheridon, Illidan or Kel' Thuzad. En marzo de 2010, Upper Deck Entertainment perdió la licencia de Blizzard Entertainment. El 24 de marzo de 2010, Cryptozoic Entertainment anunció la adquisición de la licencia del juego y que nuevos sets iban a ser comercializados.

## Detalles del juego
Cada jugador usa una carta de héroe y un mazo compuesto por aliados y otras cartas de apoyo. En los packs de principantes y avanzados, los jugadores pueden encontrar cartas que representan armas, habilidades, armadura, objetos y misiones. Algunos packs avanzados a veces contienen cartas legendarias, raras o cartas de botín (versiones especiales de cartas normales) que contienen un rasca con un código. Este código puede ser canjeado en el videojuego en línea para conseguir un premio allí. Estos premios incluyen tabardos, objetos graciosos, mascotas de compañía y monturas.
Durante el juego, los jugadores comienzan con un solo héroe, y después juegan cartas adicionales para aumentar los poderes del héroe o para añadir miembros adicionales a su grupo. Al igual que en juegos como Magic: The Gathering, el objetivo es reducir la salud del contrincante a cero. A diferencia de Magic, los ataques de combate siempre están dirigidos a un solo héroe o aliado, en lugar de simplemente declarar un ataque con un número de criaturas. Además, el daño hecho a los personajes se acumula entre turnos, haciendo el combate más duro tanto para el atacante como para el defensor.

### Mazos de banda
Además del modo de juego estándar de dos jugadores, el juego también ofrece "mazos de banda", representando luchas que involucran grandes números de jugadores contra enemigos épicos. Estos necesitan un "Maestro de banda" y entre tres y cinco jugadores más. El maestro de banda controla a todos los monstruos y enemigos, mientras que los demás jugadores controlan a los personajes que participan en la banda. Los jugadores que salgan victoriosos podrán ganar ciertas cartas de "botín" del pack del tesoro que venía con el mazo. Un mazo de tesoro tiene hologramas, y a veces contiene inserciones aleatorias de una carta de "botín". Upper Deck Entertainment también tuvo disponibles packs de tesoro en sus tiendas de puntos UDE, aunque las cartas en esos packs no eran holográficas.
A fecha de 2010, se han comercializado cinco mazos de banda, cada uno basado en una localización del videojuego WoW: La guarida de Onyxia, Núcleo de Magma, La guarida de Magtheridon, El Templo Oscuro, y Naxxramas. La siguiente banda que sale en otoño es Ciudadela Corona de Hielo.

## Tipos de cartas
El juego ofrece los siguientes tipos de cartas:
- Héroe - El personaje que está controlando un determinado jugador. Cada jugador comienza con un héroe, y es el héroe el que determina qué otras cartas pueden ser utilizada o incluidas en el mando (por ejemplo, los héroes de la Horda solo pueden tener aliados de la Horda). La carta del héroe proporciona información sobre la salud inicial, la raza, la clase, especializaciones y profesiones. Por último, cada héroe tiene un poder único que solo puede utilizarse una vez en cada partida (tras lo cual hay que dar la vuelta a la carta). Desde Worldbreaker, las cartas de héroe pierden sus profesiones, como desuello o joyería, y los nuevos héroes permiten pagar para girarlas, lo que proporcionará un poder especial, como reparar o sigilo.

- Héroe Maestro - Las cartas de Maestro de Héroe sustituyen una carta de héroe por una nueva carta. Sin embargo, los Maestros de Héroes aún funcionan como cartas normales con un coste de lanzamiento. El héroe original es retirado del tablero y cualquier daño, habilidad, equipamiento, objeto o añadidos que tuviera serían traspasado al Héroe Maestro. Los Héroes Maestros, a menos que se especifique lo contrario, pueden usar todo el equipamiento y habilidades, pero las habilidades de las cartas que pidan un tipo determinado no pueden ser activadas. Los poderes que pertenecieran originalmente al héroe no se trasladan al Héroe Maestro.

- Habilidad - Cartas procedentes de la mano que causan un impacto inmediato en el juego. Las habilidades pueden ser de tipo estándar, que solo se pueden jugar durante el turno del jugador, o pueden ser habilidades inmediatas, que pueden jugarse prácticamente en cualquier momento. Como ocurre con muchas cartas, muchas habilidades incluyen un icono de rasgo, que delimita qué clases pueden incluir la carta en sus mazos.

- Aliado - Otros personajes individuales y compañeros que ayudan y luchan junto al héroe principal. Muchos aliados están afiliados bien con la Alianza o bien con la Horda, así que solo se permiten las cartas que pertenezcan a la propia afiliación del héroe. Los aliados neutrales pueden ser incluidos con cualquier facción. Una vez traído al juego pagando el coste apropiado, los aliados se quedan hasta que son destruidos o retirados del juego. Los aliados pueden atacar (o ser atacados), y también proporcionan poderes o habilidades especiales.

- Armadura - Cartas defensivas que protegen a los héroes de daño. Una vez jugada, pagando los costes apropiados de recursos, la armadura puede ser agotada en cada turno para reducir el daño que se le produce al héroe del jugador. Los jugadores tienen limitado cuántos tipos diferentes de piezas de armadura pueden equipar de un tipo determinado de "parte del cuerpo" (por ejemplo, solo se permite una armadura de pecho a la vez). Las cartas de armadura pueden tener efectos adicionales superiores y más allá de su valor defensivo.

- Arma - Cartas ofensivas que pueden aumentar el daño cuerpo a cuerpo de un héroe o el rango de capacidad del mismo, además de proporcionar otros beneficios. Como con las cartas de armadura, los jugadores tienen limitado cuántas armas pueden tener a la vez. Para usar una carta de arma para aumentar el poder de ataque durante el combate, un jugador debe pagar un coste de recursos asociado con el arma. Las armas pueden usarse para atacar o bien para defender, pero normalmente solo se puede utillizar un arma por combate.

- Objeto - Pertrecho que el héroe puede llevar además de armas y armaduras. Anillos, pociones y abalorios son ejemplos de objetos.

- Misión - Cartas especiales que actúan como cartas de recursos, pero con habilidades especiales. Las misiones se completan cumpliendo una condición descrita en la carta. Cuando esto se haga, se gana una recompensa (por ejemplo coger cartas adicionales) y la misión normalmente se pone boca abajo.

- Localización - Las cartas de localización son similares a las cartas de misión, pero no se ponen boca abajo para usar sus habilidades. Solo se puede controlar una localización a la vez, incluso si las localizaciones tienen nombres diferentes.

- Botín - Las cartas de botín son versiones especiales de cartas que pueden usarse durante el juego (por ejemplo aliados normales), pero que también contienen un rasca con un código. Este código se puede introducir en la web del videojuego en línea, lo que proporcionará un objeto único dentro del videojuego.

## Productos
Se han lanzado diez sets de WoW TCG. Las cartas suelen venderse en paquetes avanzados, que contienen 15 cartas aleatorias, diez comunes, tres poco comunes, una rara o épica y una carta de héroe o de botín. Los paquetes avanzados también contienen un punto de carta UDE cajeable en línea. Starting with March of the Legion, booster packs contain 19 random cards due to more variation of card types: 3 extra commons and 1 extra uncommon.
También se lanzaron algunos sets com mazos de principante, conteniendo un mazo preconfigurado consistente en 33 cartas fijas colocada alrededor de una de las 9 clases, dos paquetes avanzados, tres cartas gigantes de héroe y un libro de reglas. Estos mazos contienen una carta rara, seis poco comunes y el resto comunes. Se lanzaron mazos de principante de Héroes de Azeroth, A través del Portal Oscuro, La marcha de la Legión, y Tambores de guerra. La caja de batalla es una variación JcJ del mazo de principante que contine dos mazos preconfigurados, consistentes en 44 cartas fijas, 3 cartas gigantes de héroe y 8 aliados exclusivos.
Los mazos de banda son mazos especialmente diseñados para una experiencia en equipo. Combinan elementos de World of Warcraf (las misiones en equipo), y de Dungeons & Dragons (el Maestro de Banda). Un mazo de banda contiene típicamente cartas de jefes épicos, mazos para los jefes, objetos que representan a su s esbirros, y un paquete de tesoro.
- La Guarida de Onyxia (diciembre de 2006) - Incluye al dragón negro Onyxia. Contiene reglas especiales para el mazo.
- Núcleo de Magma (mayo de 2007) - Incluye diez jefes épicos, desde Lucifron hasta el Señor de Fuego Ragnaros. Tiene un reglamento diferente que La Guarida de Onyxia.
- La Guarida de Magtheridon (enero de 2008) - Contiene al Señor del Abismo, Magtheridon, sus canalizadores de sombra, y los cubos necesarios para interactuar con él.
- El Templo Oscuro (septiembre de 2008) Basado en Illidan Tempestira. Contiene un set de diez héroes de bandas, como Supremos y "El Traidor" entre otros.
- Naxxramas (diciembre de 2009) - Una necrópolis de no-muertos, morada del exánime Kel'Thuzad.

Periódicamente se lanzan cartas bonus independientemente para marcar eventos o fechas especiales.
- Set de Burning Crusade - Un set de 3 cartas que marca el lanzamiento de World of Warcraft: The Burning Crusade. Dos mazos de principante de Héroes de Azeroth están incluidos con las cartas exclusivas.

- Set de Wrath of the Lich King -  2 cartas exclusivas incluidas en la Edición de Coleccionista de WotLK, con 2 mazos de principante de La marcha de la Legión.

- Festival del Invierno - Un set especial de coleccionista lanzado en noviembre de 2007 que se corresponde con las vacaciones en el juego en línea. Viene con una caja de presentación, que contiene un paquete avanzado de Héroes de Azeroth, A través del Portal Oscuro o Fuegos de Terrallende, una caja de cartas y 10 cartas del festival de invierno, así como dos mascotas de vanidad.

- Feria de la Luna Negra - Una set especial de coleccionista lanzado en septiembre de 2008 que incluye 5 cartas de la Feria de la Luna Negra y dos paquetes avanzados de A través del Portal Oscuro.

- Arena Grand Melee - Un pequeño set de coleccionista lanzado para sustituir al de Arena. Se lanzó con dos mazos, uno para la Alianza y otro para la Horda.

### Sets lanzados
- Héroes de Azeroth (octubre de 2006)
- A través del Portal Oscuro (abril de 2007)
- Fuegos de Terrallende (agosto de 2007)
- La Marcha de la Legión (diciembre de 2007)
- Los sirvientes del Traidor (abril de 2008)
- La caza de Illidan (julio de 2008)
- Tambores de Guerra (noviembre de 2008)
- Sangre de Gladiadores (marzo de 2009)
- Campos de Honor (junio de 2009)
- La guerra de la Plaga (noviembre de 2009)
- La Puerta de la Cólera (mayo de 2010)
- Mazos de Principante de Clases (agosto de 2010)
- Archivos (agosto de 2010)
- Corona de Hielo (septiembre de 2010)
- Worldbreaker (diciembre de 2010)
- War of the Elements (abril de 2011)

El color en el número del set en la carta indica su rareza, usando un sistema de rareza similar al del videojuego en línea: blanco para común, verde para poco común, azul para raro, morado para épico y naranja para legendario.

## Diseño de Arte
Como con muchos juegos de cartas coleccionables, el arte de las cartas es dibujado por una variedad de artistas diferentes con diferentes estilos.
Parte del arte lo está haciendo Mike Krahulik, de Penny Arcade. En mayo de 2006, Krahuliko reveló su trabajo en una carta basada en las explotaciones de Leeroy Jenkins.
Otros artistas incluyen a Doug Alexander, Julie Bell, Mauro Cascioli, Matt Dixon, Alex Horley, Todd McFarlane, Jeremy Mohler, Ariel Olivetti, Dan Scott, Greg Staples, Mike Sutfin, Glenn Rane, Samwise, Boris Vallejo entre muchos otros.